# 694 (číslo)
Šest set devadesát čtyři je přirozené číslo. Následuje po čísle šest set devadesát tři a předchází číslu šest set devadesát pět. Římskými číslicemi se zapisuje DCXCIV a řeckými číslicemi χϟδ.

## Matematika
694 je:
- Deficientní číslo
- Poloprvočíslo
- Šťastné číslo

## Astronomie
- (694) Ekard je planetka hlavního pásu, kterou objevil v roce 1909 Joel Hastings Metcalf

## Roky
- 694
- 694 př. n. l.